# Michael Ankermann
Michael Ankermann (* 5. April 1960 in Celle) ist ein deutscher Politiker der CDU. Er war Mitglied des Landtages Mecklenburg-Vorpommerns.

## Leben
Michael Ankermann leistete nach dem Abitur seinen Wehrdienst ab. Es folgte ein Studium der Rechtswissenschaften an der Freien Universität Berlin und der Christian-Albrechts-Universität Kiel. Bis 1993 arbeitete er als Lehrbeauftragter an der Fachhochschule für Verwaltung in Altenholz und bis 1999 an der Hochschule Wismar. Seit 1995 arbeitet er als selbstständiger Rechtsanwalt in Wismar.

## Politik
1997 trat Ankermann in die CDU ein und war von 1999 bis September 2008 Mitglied der Bürgerschaft der Hansestadt Wismar. Bis Oktober 2002 übernahm er die Funktion des Fraktionsvorsitzenden der CDU-Fraktion der Bürgerschaft sowie des Vorsitzenden des Verwaltungsausschusses. 
Er war von 2002 bis 2006 Mitglied des Landtages Mecklenburg-Vorpommern sowie rechts- und europapolitischer Sprecher der CDU-Fraktion. Zudem gehörte er als Mitglied der 12. Bundesversammlung an, bei der am 23. Mai 2004 Horst Köhler zum Bundespräsidenten gewählt wurde.
Am 9. September 2011, kurz vor der Landtagswahl 2011, rückte er bis zur Konstituierung des neu gewählten Landtages am 4. Oktober 2011 für den verstorbenen Abgeordneten Udo Timm in den Landtag nach.
Von 2009 bis 2019 war Ankermann Bürgermeister von Warin. 